# La Via de Corçà
La Via de Corçà és un camp de conreu del terme municipal de Castell de Mur, dins de l'antic terme de Guàrdia de Tremp, al Pallars Jussà, en territori del poble de Cellers.
Està situat al nord del poble de Cellers, a la dreta del barranc de la Gessera. És també al sud-oest de los Camps, al nord de les Comes i de la Coma Llarga d'Agustí i al nord-oest del Serrat de la Via.